# ريكاردو كروز (موسيقي)
ريكاردو كروز (بالبرتغالية: Ricardo Cruz‏) هو موسيقي ومغني برازيلي، ولد في 12 يناير 1982.

## وصلات خارجية
- الموقع الرسمي
- ريكاردو كروز (مغني برازيلي) على موقع ميوزك برينز (الإنجليزية)
- ريكاردو كروز (مغني برازيلي) على موقع ديسكوغز (الإنجليزية)
- ريكاردو كروز (مغني برازيلي) على موقع قاعدة بيانات الفيلم (الإنجليزية)
- ريكاردو كروز (مغني برازيلي) على موقع ANN person (الإنجليزية)